# Albrecht Penck
Albrecht Penck (Rüdnitz, 25 de setembro de 1858 – Praga, 7 de março de 1945) foi um geógrafo, climatologista e geólogo alemão. Foi pai do geólogo Walther Penck.

## Vida
Nascido em Rüdnitz, perto de Leipzig, Penck foi professor da Universidade de Viena de 1885 a 1906, e da Universidade de Humboldt de Berlim de 1906 a 1927. Penck dedicou-se à geomorfologia e à climatologia. Em 1886 casou com a irmã do escritor Ludwig Ganghofer. Foi membro da Academia Real das Ciências da Suécia desde 1905. Foi premiado com a Medalha Charles P. Daly em 1914, com a Medalha Vega da Sociedade Sueca para a Antropologia e Geografia em 1923 e com a Medalha Cothenius em 1925. Fez numerosas viagem em todos os continentes e escreveu obras de viagem de grande interesse para a geomorfologia e da geografia humana.
Penck morreu em Praga em 1945. Em memória de Penck, o pintor e escultor Ralf Winkler adotou o nome artístico A. R. Penck em 1966. O cabo Penck na Antártida também deve o seu nome a uma homenagem a Albrecht Penck.

## Trabalhos
- Morphologie der Erdoberfläche; 2 vols, 1894
- (com Eduard Bruckner) Die Alpen im Eiszeitalter; 3 vols, 1909
- Die Gipfelflur der Alpen (1919)
- com o geografo Eduard Richter, le foi editor do Atlas der Österreichischen Alpenseen (Atlas dos Lagos Alpinos Austríacos, 1895).[1]
- Mapa Internacional do Mundo[2]